# مايلز كرولي
مايلز كرولي (بالإنجليزية: Miles Crowley)‏ هو قاضي ومحامي وسياسي أمريكي، ولد في 22 فبراير 1859 في بوسطن في الولايات المتحدة، وتوفي في 22 سبتمبر 1921 في غالفستون في الولايات المتحدة. حزبياً، نشط في الحزب الديمقراطي. وقد انتخب عضو مجلس نواب تكساس وانتخب عضو مجلس ولاية تكساس وانتخب عضو مجلس النواب الأمريكي.